# Flattné Győrffy Gizella
Flattné Győrffy Gizella (Csernye, 1870. május 14. – Budapest, 1943. március 24.) operaénekesnő.

## Életútja
Győrffy (Györfi) Gusztáv és Verhás Ilona leányaként született. Mint az Operaház ösztöndíjas növendéke kezdte meg 1900-ban művészpályáját. 1901-ben végezte el a Zeneakadémiát. Eleinte csak kis szerepeket énekelt, később rábízták Orlovszkyt a »Denevér«-ben, Gertrudot a »Bánk bán«-ban és »Hamlet«-ben a királynét. Első nagy sikerét Ortrud szerepében aratta a »Lohengrin«-ben, majd a »Tannhäuser«-ben, Erzsébet szerepében is elismerést vívott ki. Szép terjedelmű és jól iskolázott, átható erejű mezzoszopránja, zenei intelligenciája és színészi tehetsége a legszebb reményeket váltotta be. 1903 és 1912 között volt az Operaház tagja. Férje Flatt Gaszton ügyvéd, miniszteri tanácsos volt, aki 1926. május 12-én Budapesten 74 éves korában hunyt el agyvérzésben. Neje 17 évvel élte túl, halálát tüdőgyulladás, vakbélátfúródás okozta.